# Municipio de San Jerónimo Silacayoapilla
El municipio de San Jerónimo Silacayoapilla es uno de los 570 municipios en que se encuentra dividido el estado mexicano de Oaxaca. Se encuentra localizado en el noroeste del estado y su cabecera es la población del mismo nombre.

## Geografía
El municipio de San Jerónimo Silacayoapilla se encuentra localizado en el noroeste del territorio estatal de Oaxaca, formando parte de la Región Mixteca y del distrito de Huajuapan. Tiene una extensión territorial de 58 711 kilómetros cuadrados que equivalen al 0.06 % de la extensión del estado; sus coordenadas geográficas extremas son 17°45′ - 17°51′ de latitud norte y 97°49′ - 97°55′ de longitud oeste y su altitud se encuentra entre 2200 y 1600 metros sobre el nivel del mar.
Limita al norte, al este y al sur con el municipio de Heroica Ciudad de Huajuapan de León y al oeste con el municipio de San Miguel Amatitlán y con el municipio de San Marcos Arteaga.

## Demografía
De acuerdo a los resultados del Censo de Población y Vivienda realizado en 2010 por el Instituto Nacional de Estadística y Geografía; la población total del municipio de San Jerónimo Silacayoapilla es de 1 449 habitantes, de los cuales 710 son hombres y 739 son mujeres.
La densidad de población asciende a un total de 24.68 personas por kilómetro cuadrado.

### Localidades
El municipio incluye en su territorio un total de solo tres localidades. Su población de acuerdo al censo de 2010 son:
| Localidad                   | Población (2010) |
| --------------------------- | ---------------- |
| San Jerónimo Silacayoapilla | 903              |
| El Sabino                   | 320              |
| Tejaltitlán                 | 226              |
| Total municipio             | 1 449            |

## Política
El gobierno del municipio de San Jerónimo Silacayoapilla es electo mediante el principio de partidos políticos, con en la gran mayoría de los municipios de México. El gobierno le corresponde al ayuntamiento, conformado por el presidente municipal, un síndico y el cabildo integrado por cinco regidores. Todos son electos mediante voto universal, directo y secreto para un periodo de tres años que pueden ser renovables para un periodo adicional inmediato.

### Representación legislativa
Para la elección de diputados locales al Congreso de Oaxaca y de diputados federales a la Cámara de Diputados federal, el municipio de San Jerónimo Silacayoailla se encuentra integrado en los siguientes distritos electorales:
Local:
- Distrito electoral local de 6 de Oaxaca con cabecera en Heroica Ciudad de Huajuapan de León.[4]

Federal:
- Distrito electoral federal 3 de Oaxaca con cabecera en Heroica Ciudad de Huajuapan de León.[5]